# Märtyrer der Revolution in Mexiko
Als Märtyrer der Revolution in Mexiko verehrt die Römisch-katholische Kirche 22 Priester und drei Laien, die während der Guerra Cristera Ende der 1920er Jahre umgebracht wurden.  Sie wurden durch Papst Johannes Paul II. am 22. November 1992 selig und am 21. Mai 2000 in Rom heiliggesprochen. Am 20. November 2005 wurden in Guadalajara weitere 13 Glaubenszeugen aus dieser Zeit seliggesprochen.

## Historischer Kontext

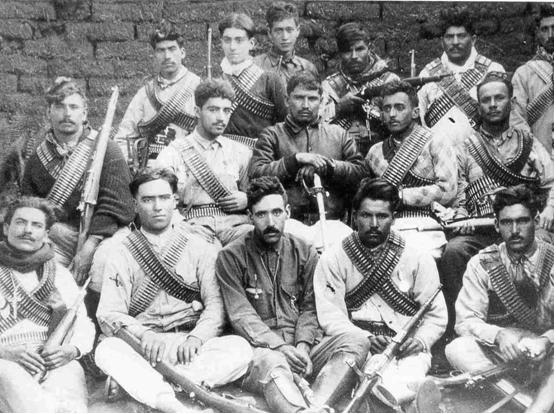
Cristeros

Präsident Plutarco Elías Calles erließ 1926 die sog. Ley Calles mit drastischen Beschränkungen der Freiheit der katholischen Kirche, beispielsweise Zölibatsverbot, Verbot vieler Ordensgemeinschaften usw. Parallel dazu wurde eine kurz zuvor gegründete Nationalkirche stark gefördert, um die Beziehungen der katholischen Bevölkerung zum Vatikan zu unterbrechen. Diese Umstände führten zu einem blutigen Bürgerkrieg, der Guerra Cristera (1926–1929).
Nach Ende des Bürgerkriegs gingen die Auseinandersetzungen zwischen Kirche und Staat weiter. Erst mit der Präsidentschaft von General Lázaro Cárdenas del Río bahnte sich eine Besserung im Verhältnis an.
Viele Priester waren in der Liga Nacional para la Defensa de la Libertad Religiosa („Nationale Liga zur Verteidigung der Religionsfreiheit“) organisiert, trugen Zivilkleidung und wirkten im Geheimen. Mehrere Priester wurden verhaftet und mindestens 40 hingerichtet. Am Anfang der Guerra Cristera gab es in Mexiko 4500 Priester, 1934 nur noch 334, bei einer Bevölkerung von 15 Millionen. Ebenso wurde die Laienorganisation Acción Católica de la Juventud Mexicana („Katholische Aktion der Mexikanischen Jugend“) verfolgt; manche ihrer Mitglieder wurden hingerichtet.

## Namensliste

### Heiligsprechung vom 21. Mai 2000
Die 25 Märtyrer der Revolution in Mexiko, die am 21. Mai 2000 in Rom heiliggesprochen wurden, sind:
- Cristóbal Magallanes Jara (Christophorus Magellan) (* Totatiche, Jalisco, 30. Juli 1869 – † daselbst 21. Mai 1927), Priester.[4]
- Román Adame Rosales (Romanus Adam) (* Teocaltiche, Jalisco, 13. März 1875 – † Yahualica 28. Oktober 1927), Priester.[5]
- Rodrigo Aguilar Alemán (Rodericus Aguilar) (* Sayula, Jalisco, 27. Februar 1859 – † Ejutla 21. April 1927), Priester[6]
- Julio Álvarez Mendoza (Julius Álvarez Mendoza) (* Guadalajara, 20. Dezember 1866 – † San Julián (Jalisco) 30. März 1927), Priester.[7]
- Luis Batis Sáinz (Aloysius Batis Sáinz) (* San Miguel del Mezquital, 13. September 1870 – † 15. August 1926), Priester.[8]
- Agustín Cortés Caloca (Augustinus Caloca) (* Teúl, Zacatecas, 5. Mai 1898 – † Colotlàn, Jalisco 25. Mai 1927), Priester.[9]
- Mateo Correa Magallanes (Matthäus Correa) (* Tepechitlán, Zacatecas, 23. Juli 1866 – † Durango 6. Februar 1927), Priester.[10]
- Atiliano Cruz Alvarado (* Ahuetita de Abajo, Jalisco, 5. Oktober 1901 – † Cuquío, 1. Juli 1928), Priester.[11]
- Miguel de la Mora de la Mora (* Tecalitlán, Jalisco, 19. Juni 1878 – † bei Colima, 7. August 1927), Priester.[12]
- Pedro Esqueda Ramírez (* San Juan de los Lagos, Jalisco, 29. April 1887 – † Teocaltitlán, Jalisco, 22. November 1927), Priester, gründete mehrere Bildungsstätten und eine Schule.[13]
- Margarito Flores García (Joseph Isabel Flores) (* Teúl, Zacatecas, 22. April 1899 – † Atenango del Río 12. November 1927), Priester.[14]
- José Isabel Flores Varela (Joseph Isabel Flores) (* Santa María de la Paz, Zacatecas, 28. November 1866 – † Zapotlanejo, 21. Juni 1927), Priester, Kaplan von Zapotlanejo.[15]
- David Galván Bermúdez (* Guadalajara, 29. Januar 1881 – † Guadalajara, 30. Januar 1915), Priester, Professor im Seminar von Guadalajara.[16]
- Salvador Lara Puente (* Berlin bei Durango, 13. August 1905 – † Atenango del Río 12. November 1927), Laie, Mitglied der Acción Católica de la Juventud Mexicana („Katholische Aktion der Mexikanischen Jugend“), Vetter von David Roldán Lara und mit ihm zusammen hingerichtet.[17]
- Pedro de Jesús Maldonado Lucero (Petrus Maldonado) (* Chihuahua, 15. Juni 1892 – † daselbst 11. Februar 1927), Priester und Pfarrer in Chihuahua.[18]
- Jesús Méndez Montoya (* Tarímbaro, Mich, 10. Juni 1880 – † Valtierrilla, Guanajuato, 5. Februar 1928), Vikar in Valtierrilla, Guanajuato.[19]
- Manuel Morales (* Mesillas, Zacatecas, 8. Februar 1898 – † Valtierrilla, Guanajuato, 15. August 1926), Laie, Mitglied der Acción Católica de la Juventud Mexicana („Katholische Aktion der Mexikanischen Jugend“) und Präsident der Liga Nacional para la Defensa de la Libertad Religiosa („Nationale Liga zur Verteidigung der Religionsfreiheit“). Wurde zusammen mit Luis Batis Sáinz hingerichtet, nachdem er diesen zu retten suchte.[20]
- Justino Orona Madrigal (Justinus Orona) (* Atoyac (Jalisco), 14. April 1877 – † Cuquío, 1. Juli 1928), Priester, Gründer der Congregación religiosa de las Hermanas Clarisas del Sagrado Corazón (Klarissen des Herzen Jesu).[21]
- Sabas Reyes Salazar (* Cocula, Jalisco, 5. Dezember 1883 – † Tototlán, Jalisco, 13. April 1927), Priester.[22]
- José María Robles Hurtado (Joseph Maria Robles) (* Mascota, Jalisco, 3. Mai 1888 – † Sierra de Quila, Jalisco, 26. Juni 1927), Priester, Gründer der Hermanas del Corazón de Jesús Sacramentado (Schwestern des eucharistischen Herzen Jesu)[23]
- David Roldán Lara (* Chalchihuites, Zacatecas, 2. März 1902(?) – † 15. August 1926), Laie, Mitglied und seit 1925 Präsident der Acción Católica de la Juventud Mexicana („Katholische Aktion der Mexikanischen Jugend“), Vetter von Salvador Lara Puente und mit ihm zusammen hingerichtet.[24]
- Toribio Romo González (* Santa Ana de Guadalupe, 16. April 1900 – † Aguascalientes bei Teqiola, 25. Februar 1928), Priester[25]
- Jenaro Sánchez Delgadillo (* Zapopan, Jalisco, 19. September 1886 – † bei Tecolotlán, 17. Januar 1927), Priester.[26]
- Tranquilino Ubiarco Robles (* Zapotlán el Grande, Jalisco, 8. Juli 1899 – † bei Tepatitlán, Jalisco, 5. Oktober 1928), Priester.[27]
- David Uribe Velasco (* Buenavista de Cuéllar, Guerrero, 29. Dezember 1889 – † bei San José Vistahermosa, Morelos, 12. April 1927), Priester.[28]

Zu den Märtyrern der Revolution in Mexiko gehört auch der 1988 seliggesprochene Jesuitenpater Miguel Pro (Michael Pro) (1891–1927), der aber nicht im Jahr 2000 heiliggesprochen wurde.

### Seligsprechung vom 20. November 2005 in Guadalajara
Die 13 Märtyrer der Revolution in Mexiko, die am 20. November 2005 in Guadalajara seliggesprochen wurden, sind:
- José Anacleto González Flores und seine acht Gefährten[29]:

- José Dionisio Luis Padilla Gómez
- Jorge Ramón Vargas González
- Ramón Vicente Vargas González
- José Luciano Ezequiel Huerta Gutiérrez
- J. Salvador Huerta Gutiérrez
- Miguel Gómez Loza
- Luis Magaña Servín
- José Sánchez del Río

- José Trinidad Rangel[30]
- Andrés Solá Molist[31]
- Leonardo Pérez[32]
- Darío Acosta Zurita[33]